# Die Dame mit dem Hündchen

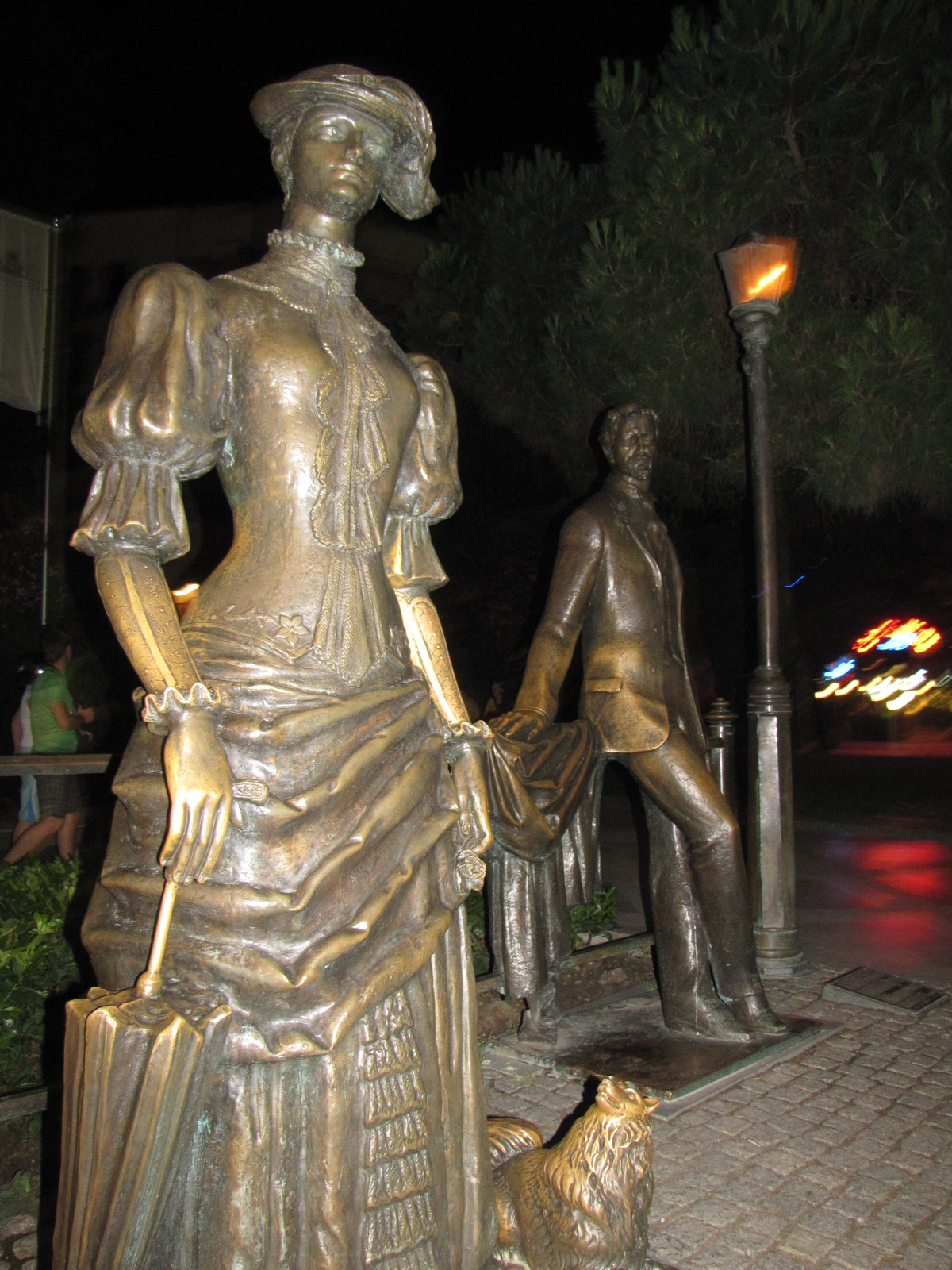
Die Dame mit dem Hündchen und Anton Tschechow auf der Promenade in Jalta

Die Dame mit dem Hündchen (russisch Дама с собачкой Dama s sobatschkoi) ist eine Erzählung des russischen Schriftstellers Anton Tschechow, die – im Herbst 1899 niedergeschrieben – im Dezemberheft 1899 der Zeitschrift Russkaja Mysl erschien. Die erste Übertragung ins Deutsche brachte Eugen Diederichs 1902 heraus. Die Erzählung zählt zu den berühmtesten Geschichten über Ehebruch der Weltliteratur.

## Handlung

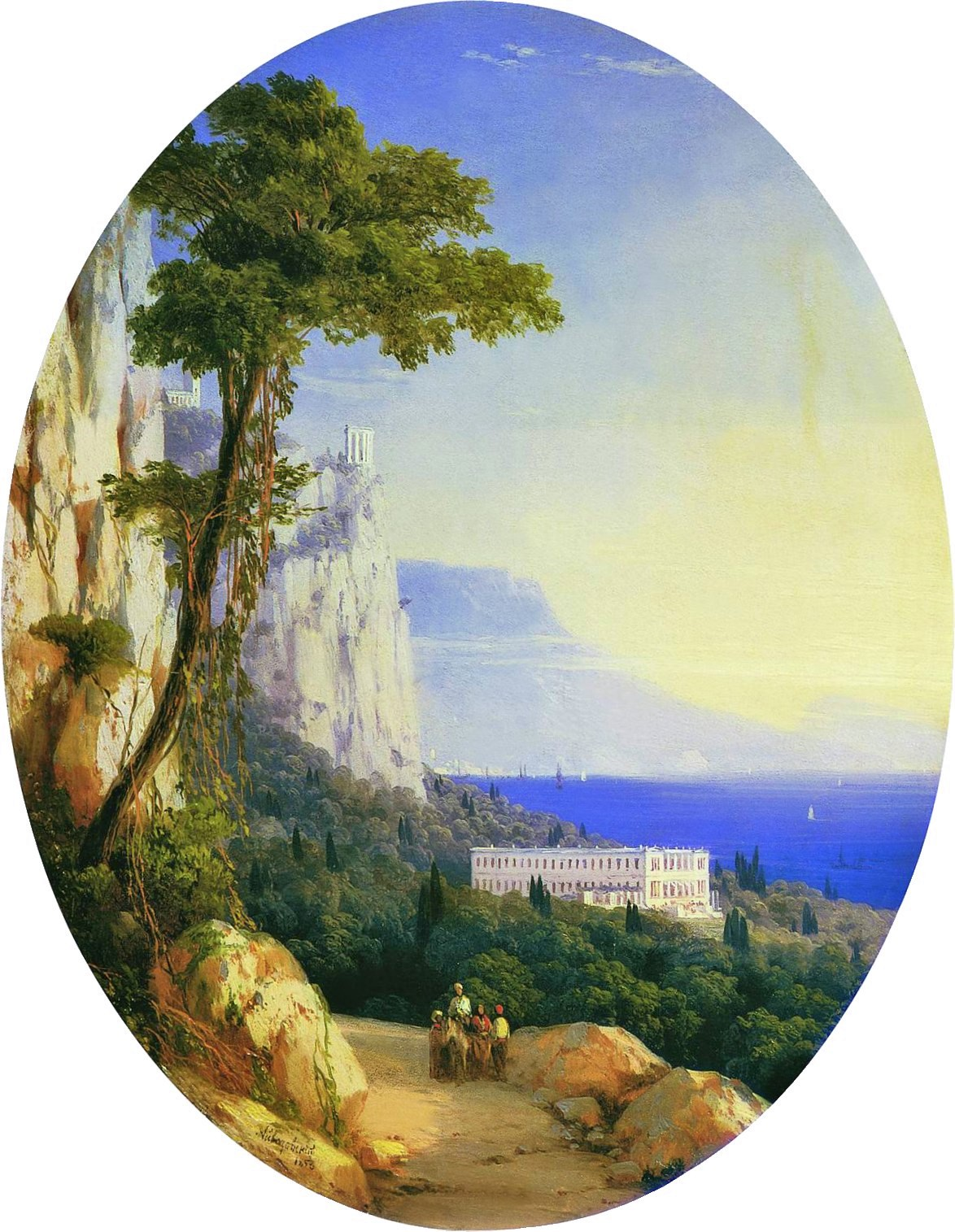
Iwan Aiwasowski anno 1858: Blick auf Oreanda bei Jalta

Der Moskauer Bankangestellte Dmitri Dmitritsch Gurow wurde früh mit einer älteren Frau verheiratet, mit der er sich langweilt, und mit der er drei halbwüchsige Kinder hat. Er nutzt jede Gelegenheit, alleine zu reisen. In der Gesellschaft von Männern fühlt er sich nicht wohl, aber er hat eine Liebesaffäre nach der anderen, die alle nicht lange dauern. Auf der Jaltaer Strandpromenade beobachtet er eine junge Frau mit einem Spitz, die ihn fasziniert. Es ist Anna Sergejewna von Diederitz, die Dame mit dem Hündchen. Die Petersburgerin Anna hat als Zwanzigjährige in die Provinzstadt S. geheiratet. Ihr Ehemann kann sie nicht zur Kur begleiten, weil er dienstlich verhindert ist. Anna verachtet ihren Ehemann, sie nennt ihn einen Lakai. Nach einer Woche gemeinsamer Spaziergänge werden sie ein Liebespaar.
Als Annas Ehemann erkrankt, muss sie sofort nach Hause zurückkehren, und auch Gurow fährt zurück nach Moskau zu seiner Familie. Zum Jahreswechsel täuscht er seiner Frau eine Dienstreise nach Petersburg vor, fahrt aber in die Stadt S. Der  Hotelportier weiß die Adresse des Hauses von Diederitz. Während eines Theaterbesuchs trifft er durch Zufall die überraschte Anna. Sie verspricht ihm, ihn in Moskau zu besuchen.
Anna belügt den Gatten, schiebt ihr Frauenleiden vor, fährt nach Moskau und steigt im Hotel Slawischer Basar ab. Dort trifft sie sich mit ihrem Liebhaber. Tschechow schreibt: „Und erst jetzt, da sein Kopf grau war,... liebte er tatsächlich – zum erstenmal in seinem Leben... und sie fanden es unbegreiflich, daß er mit einer anderen Frau und sie mit einem anderen Mann verheiratet war.“

## Historischer Hintergrund
Tschechow hat die Erzählung in Jalta geschrieben, als er sich dort auf Anordnung seines Arztes wegen seiner Tuberkulose-Erkrankung zur Kur aufhielt. Er hatte sich in die Schauspielerin Olga Knipper verliebt, die ebenso wie die Protagonistin des Romans, wesentlich jünger als ihr Liebhaber war. Tschechow heiratete Olga Knipper während seines Aufenthalts in Jalta im Winter 1898/99. Die Erzählung erschien erstmals im Dezember 1899 in dem Magazin Russkaja Mysl (Russischer Gedanke) mit dem Untertitel „Eine Geschichte“ (Rasskaz). Seitdem ist die Erzählung in vielen Sammlungen abgedruckt und in mehrere Sprachen übersetzt worden. Sie gilt als eine der bekanntesten Geschichten des Autors.

## Interpretation
Anna und ihr Liebhaber Gurow sind verheiratet, aber jeder mit einem anderen Partner. Tschechow behandelt diesen doppelten Ehebruch auf seine Art: indirekt. Ein klein wenig Direkteres erfährt der Leser höchstens über Gurows sexuelles Vorleben: „Von früher hatte er sich die Erinnerung an sorglose, gutmütige Frauen bewahrt, die die Liebe fröhlich machte, die ihm dankbar waren für ein Glück, auch für ein kurzes; und auch an solche wie zum Beispiel seine Frau erinnerte er sich, die ohne Aufrichtigkeit liebten, mit unnötigen Gesprächen, manieriert, hysterisch, mit einer Miene als handele es sich nicht um Liebe und Leidenschaft, sondern um etwas Bedeutenderes; aber auch an zwei, drei sehr schöne und kalte Frauen dachte er, über deren Gesicht plötzlich ein raubtierhafter Ausdruck huschte, ausgelöst von dem Wunsch, Besitz zu ergreifen, dem Leben mehr zu entreißen, als es zu geben vermochte; sie hatten ihre erste Jugend bereits hinter sich, das waren launische, unvernünftige, herrschsüchtige und nicht sehr kluge Frauen, und wenn Gurows Gefühl für sie erkaltete, dann weckte ihre Schönheit in ihm nur Haß, und die Spitzen an ihrer Wäsche kamen ihm wie Schuppen vor.“ Aber bei jener Dame mit dem Hündchen ist alles anders, denn in dem Fall handelt es sich – im Gegensatz zu sämtlichen Verhältnissen Gurows vorher – um Liebe. Von Liebe zwischen der Dame und Gurow ist gegen Textende hin einmal kurz die Rede in dem Zusammenhang: „daß ihre Liebe nicht so bald enden würde“.

## Filmadaptionen
- 1960: Die Dame mit dem Hündchen. Sowjetischer Schwarzweiß-Spielfilm von Iossif Cheifiz mit Ija Sawwina als Anna Sergejewna und Alexei Batalow als Dmitri Dmitritsch Gurow. Alexei Batalow erhielt für seine schauspielerische Leistung den finnischen Jussi.

- 1987: Schwarze Augen. Italienisch-sowjetische Verfilmung von Nikita Michalkow mit Marcello Mastroianni und Jelena Safonowa nach Vorlage mehrerer Erzählungen von Anton Tschechow, darunter vor allem Die Dame mit dem Hündchen.

## Rezeption
- Gorki verallgemeinert im Januar 1900 in einem Brief an den Autor über den Text: „Ihre Erzählungen sind feingeschliffene Flakons mit allen Aromen des Lebens darin.“[6] Er beobachtet weiter, Tschechow habe den Realismus in dem Sinne überwunden: Keiner könne so einfach schreiben wie Tschechow.[7]
- 16. Januar 1900. Nach Tolstoi stehe Nietzsche hinter dem Text.[8]
- Nabokov nennt sieben Merkmale.[9] Erstens verzichtet der Erzähler auf weit hergeholte Rahmung und trägt „möglichst natürlich“ vor. Zweitens bevorzugt der Erzähler bei der Charakterisierung der Figuren das Setzen von Schlaglichtern. Drittens möchte der Erzähler weder belehren noch irgendeine Botschaft transportieren. Viertens erscheint der Text weniger statisch als vielmehr dynamisch-schwingend. Fünftens werden die Niederungen und Höhen der wirklichen Welt gleichbehandelt. Sechstens wurde der Schluss offengehalten, weil die beiden Protagonisten weiterleben und -lieben wollen. Siebentens sollte der Leser aufmerken, sobald sich der Erzähler auf einen Abweg begibt. Denn dann wird mitunter etwas Bedeutsames indirekt mitgeteilt.[A 1]
- Die Dame mit dem Hündchen ist eines der Bücher, die Michael in Der Vorleser für Hanna auf Kassette aufnimmt. Mit Hilfe dieses Buch lernt die Analphabetin Hanna lesen.
- Im 21. Commissario-Brunetti-Krimi „Tierische Profite“ von Donna Leon wird mit der Wendung „Die Dame mit dem Hund“ auf Tschechow Bezug genommen.

## Deutschsprachige Ausgaben
- Die Dame mit dem Hündchen. Zeichnungen von Richard Scheibe. Limes-Verlag, Wiesbaden 1946.
- Die Dame mit dem Hündchen. Späte Erzählungen 1893–1903. Aus dem Russischen übertragen von Gerhard Dick und anderen. Winkler, München 1977, ISBN 3-538-05226-3
- Die Dame mit dem Hündchen und andere Erzählungen. Mit Zeichnungen von András Karakas. Ausgewählt und mit einem Nachwort versehen von Werner Berthel. Aus dem Russischen von Reinhold Trautmann. Insel-Verlag, Frankfurt am Main 1976.  ISBN 3-458-01874-3
- Die Dame mit dem Hündchen. Übersetzt von Kay Borowsky. Anmerkungen und Nachwort von Hans Walter Poll. Reclam, Stuttgart 1979, ISBN 978-3-15-005290-7
- Die Dame mit dem Hündchen. Aus dem Russischen neu übersetzt von Barbara Conrad. Mit einem Essay von Bernhard Schlink und Bildern von Hans Traxler. Insel-Verlag, Berlin 2013, ISBN 978-3-458-20005-5

### Verwendete Ausgabe
- Die Dame mit dem Hündchen. Deutsch von Hertha von Schulz. S. 462–482 in Wolf Düwel (Hrsg.): Anton Tschechow: Die Dame mit dem Hündchen. Meistererzählungen.  Rütten & Loening, Berlin 1967.

## Anmerkung
1. ↑  Übergeht Nabokov noch Turgenjews und Maupassants ungelenke Rahmungen unter dem ersten Merkmal gleichsam gutmütig lächelnd, so macht er unter dem dritten Merkmal kein Hehl aus seiner Verachtung des schulmeisterlichen Tones bei Thomas Mann und Maxim Gorki. Erheiternd registriert der Nabokov-Leser in dem Zusammenhang unter dem vierten Merkmal, wie Nabokov selbst schulmeistert, wenn er Schrödingers Wellenmechanik der Lichtausbreitung als Analogon für Tschechows Schreibtechnik in vorliegendem Falle bemüht.